# Río Bolshaya Kokshaga
El Bolchaya Kokchaga (en ruso: Больша́я Кокша́га; en mari : Кугу Какшан, Kugu Kakšan) es un río de Rusia, afluente por la orilla izquierda del Volga. 

## Geografía
El Bolshaya Kokchaga discurre por el óblast de Kírov y la república de Mari-El. Desemboca en el embalse de Kuibyshev, cerca de Marisnki Posad y Kokshaisk.
Tiene una longitud de 297 km y drena una cuenca de 6.330 km². Es un río de régimen mixto, nival y pluvial. Se hiela generalmente de noviembre a abril.
Su principal afluente es el Bolshói Kúndysh. En Mari-El atraviesa el zapovédnik del Bolshaya Kokshaga.